# Kaj Turunen
Kaj Valentin Turunen, född 27 december 1960 i Lojo, är en finländsk politiker (Samlingspartiet). Han var ledamot av Finlands riksdag 2011–2019. Turunen är företagare.
Turunen blev omvald i riksdagsvalet 2015 med 6 929 röster från Sydöstra Finlands valkrets.